# Sainte-Geneviève (Oise)
Sainte-Geneviève település Franciaországban, Oise megyében. Lakosainak száma 3478 fő (2022. január 1.). Sainte-Geneviève Cauvigny, Laboissière-en-Thelle, Mortefontaine-en-Thelle, Noailles és Novillers községekkel határos.

## Népesség
A település népessége az elmúlt években az alábbi módon változott:
| Lakosok száma | 2889 | 3092 | 3207 | 3230 | 3301 | 3344 | 3380 | 3450 | 3478 |
|               | 2013 | 2015 | 2016 | 2017 | 2018 | 2019 | 2020 | 2021 | 2022 |